# وعد البحري
وعد البحري (1 أكتوبر 1981 -)، مغنية سورية. شاركت في برنامج سوبر ستار 2 ووصلت للنهائيات، بدأت الغناء في الرابعة من عمرها حيث اكتشفت أسرتها موهبتها مبكراً وغنت في العديد من المناسبات المحلية آنذاك. حصلت على درجة البكالوريوس في إدارة الأعمال وتقيم حالياً بين أبو ظبي حيث عائلتها والقاهرة حيث تنشط فنياً وتحيي العديد من الحفلات أهمها حفلات دار الأوبرا المصرية في القاهرة حيث غنّت فيها عدة مرات بالإضافة لمشاركتها في مهرجان الأغنية العربية وإحيائها حفلاً ضخماً بمسرح سيد درويش بالإسكندرية، كما شاركت بالاحتفالات الوطنية في ليبيا مؤخراً وأحيَت حفلاً ضخماً في الرباط حضرته زوجة ملك المغرب.
وهي خريجة بكالوريوس إدارة أعمال من الإمارات - أبو ظبي.. طالبة في بيت العود العربي (نصير شمة) لتعلّم العود وأصول الموسيقة العربية.

## نشاطاتها الفنية
أهم إنجازاتها الفنية:
- المشاركة مرتين في مهرجان الطفولة في المجمع الثقافي في مدينة أبوظبي عامي 1992 و 1995
- مهرجان دبي للتسوق في برامج ليالي دبي مع الفنان الخليجي خالد الشيخ عام 2001
- المشاركة في أغنية منفردة في مهرجان الأغنية العربية في القاهرة لعام 2002
- مهرجان حلب للأغنية العربية في سوريا لعام 2003
- مهرجان البصرة في سوريا 2008
- غناء جميع أغاني الفنانة الكبيرة والأسطورة أسمهان في «مسلسل أسمهان» لشهر رمضان 2008 والذي حاز على جوائز عدة في عدة مهرجانات والمسلسل الأكثر متابعة بالدرجة الأولى لشهر رمضان.
- المشاركة في مهرجان الأغنية العربية في مسرح السيد درويش بالإسكندرية وفي دار الأوبرا في القاهرة لشهر نوفمبر 2008
- المشاركة في مهرجان القاهرة للسينما والإعلام في أوبريت غنائي بمشاركة فنانين كبار مثل أنغام وإيهاب توفيق ووائل جسار وجنات ومن ألحان الموسيقار الكبير عمار الشريعي والفرقة من قيادة المايسترو خالد فؤاد عام 2008
- برنامج «الدنيا غنوة» على قناة الMBC بقيادة المايسترو خالد فؤاد عام 2008
- إعادة تسجيل أغاني خليجية قديمة في إذاعة صوت الخليج بقطر 2008
- المشاركة في حفل لتكريم الفنانة أسمهان في المغرب - الدار البيضاء بقيادة المايستروا صلاح الشرقاوي وعازف العود المغربي الكبير سعيد شريبي في مسرح محمد الخامس فبراير 2009
- المشاركة والغناء في برنامج «تراتاتا» مع الفنان الكبير فضل شاكر بأغنية دويتو ولقاء تلفزيوني
- بالإضافة لكثير من المقابلات التلفزيونية والإذاعية على محطات وإذاعات عربية متنوعة وظهور إعلامي في كثير من الجرائد والمجلات العربية
- إحياء حفلة لتكريم المطربة العظيمة أسمهان في دار الأوبرا السورية بدمشق الموافق 14-5-2009 بمرافقة أوركسترا طرب بقيادة المايستروا ماجد سري الدين
- المشاركة في المهرحان الدولي للأغنية في مسرح السيد درويش بالإسكندرية وتكريم من الفنان الكبير سمير صبري شهر يوليو 2009
- مهرجان المدينة في تونس على المسرح البلدي في شهر رمضان المبارك 2009
- ثلاث حفلات كبيرة في دار الأوبرا المصرية في القاهرة ودار أوبرا الإسكندرية في «مسرح سيد درويش» وأوبرا دمنهور..All Full House
- المشاركة في حفل الليلة المحمدية في دار الأوبرا المصرية مع فرقة المايسترو صلاح غباش في شهر فبراير 2010
- برنامج تاراتاتا مع الفنان زين العمر وهاني العمري وخالد الشيخ على تلفزيون دبي.. شهر مارس 2010
- المشاركة في حفل جامعة الدول العربية (القمة العربية) وافتتاح قناة وطني الكبير في ليبيا سنة
2010
- حفل انر ويل في المغرب شهر مايو 2010
- المهرجان الدولي للأغنية في إسكندرية بمسرح الأوبرا - سيد درويش بمشاركة الفنان الكبير وائل جسار.. وبثها مباشرة على قناة النيل المصرية لمدة ساعتين شهر نوفمبر سنة 2010
- غناء تتر المسلسل الإذاعي «الإمام الشافعي» للإذاعة المصرية والتلفزيون المصري.. شهر رمضان 2010
- 30 أغنية ورباعيات مسلسل «مسألة كرامة» من إنتاج شركة «صوت القاهرة» بطولة حسن يوسف وريم البارودي.. رمضان 2011
- المشاركة في مهرجان الموسيقى العالمي في دولة الكويت 2011.. بالإضافة لإحياء سهرة تلفزيونية تتضمن أغاني خليجية للتلفزيون الكويتي.
- المشاركة في افتتاح مهرجان ومؤتمر الموسيقى العربية العشرين في دار الأوبرا المصرية.. نوفمبر 2011
- مشاركة قناة الجزيرة احتفالها بعيد ميلادها ال 15 في «أوبريت الحرية» بأغينة «يا وطن».. نوفمبر 2011
- المشاركة في حفل ذكرى مرور عشر سنوات على تأسيس «إذاعة صوت الخليج» في قطر.. فبراير 2012

## ألبومات وفيديو كليبات
أول ألبومات المطربة وعد البحري هو «أغير حياتي» من إنتاج شركة عالم الفن. كتب كلمات الأغاني ناصر الجيل وإبراهيم الحلوجي ومحمد جمعة، كما قام بوضع جميع ألحان الألبوم الملحن محمد ضياء الدين 2012
فيديو كليب «يوم واتنين» وهي أغنية دويتو مع الملحن محمد ضياء الدين من إنتاج شركة عالم الفن (محسن جابر) وقناة مزيكا 2011